# Tisovec dvouřadý

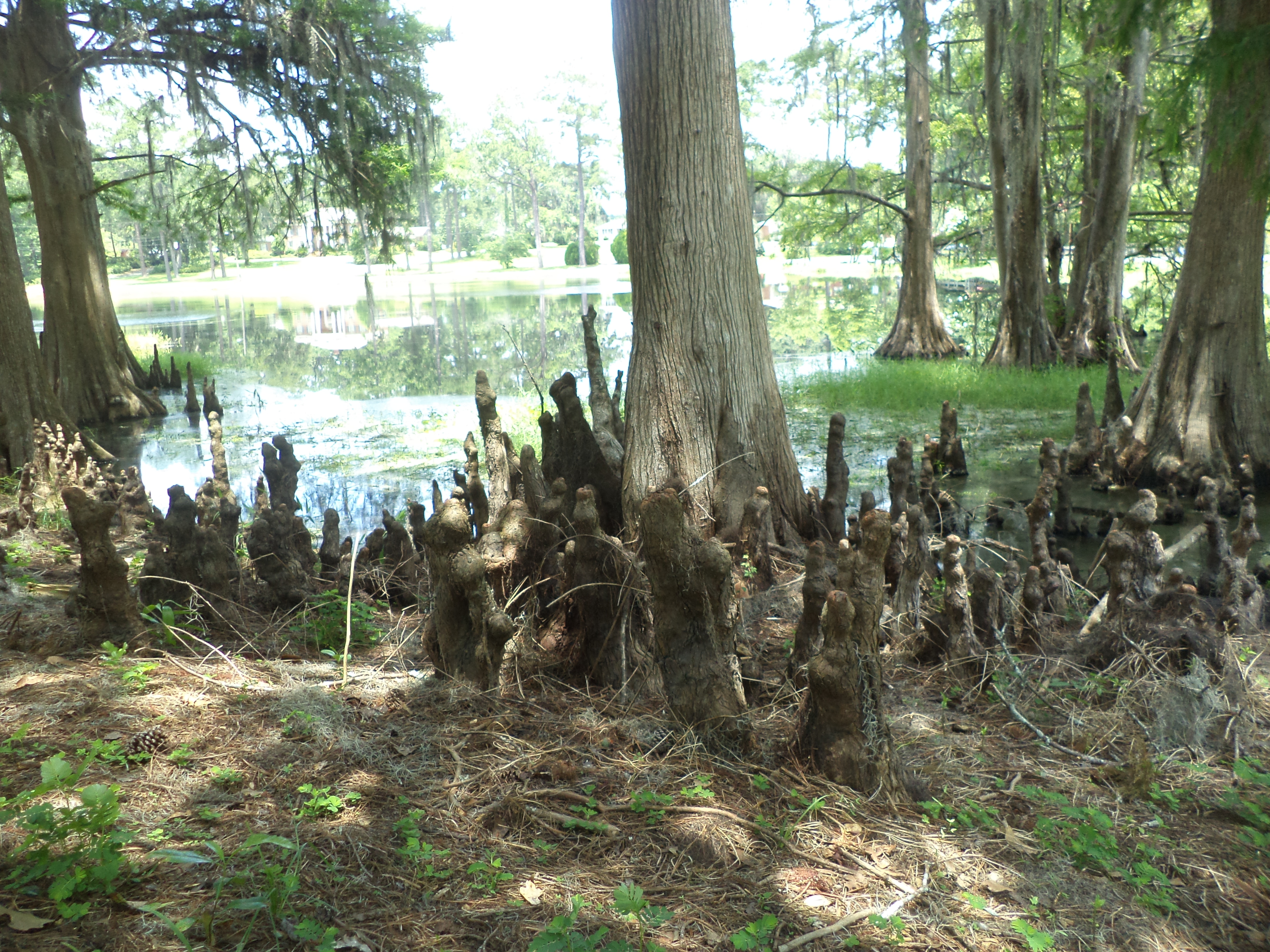
Kmen s dýchacími kořeny

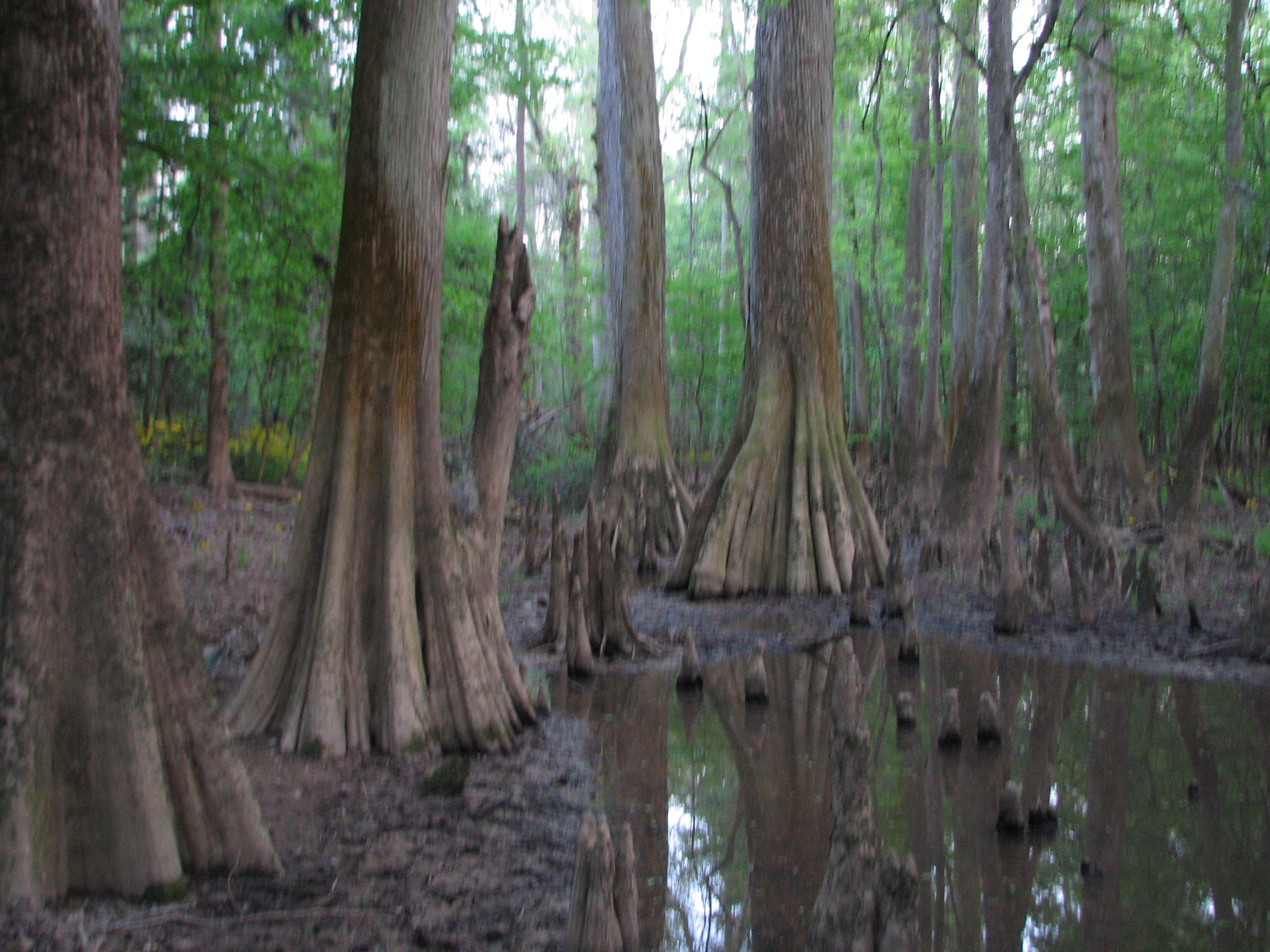
Kmen s kořenovými náběhy

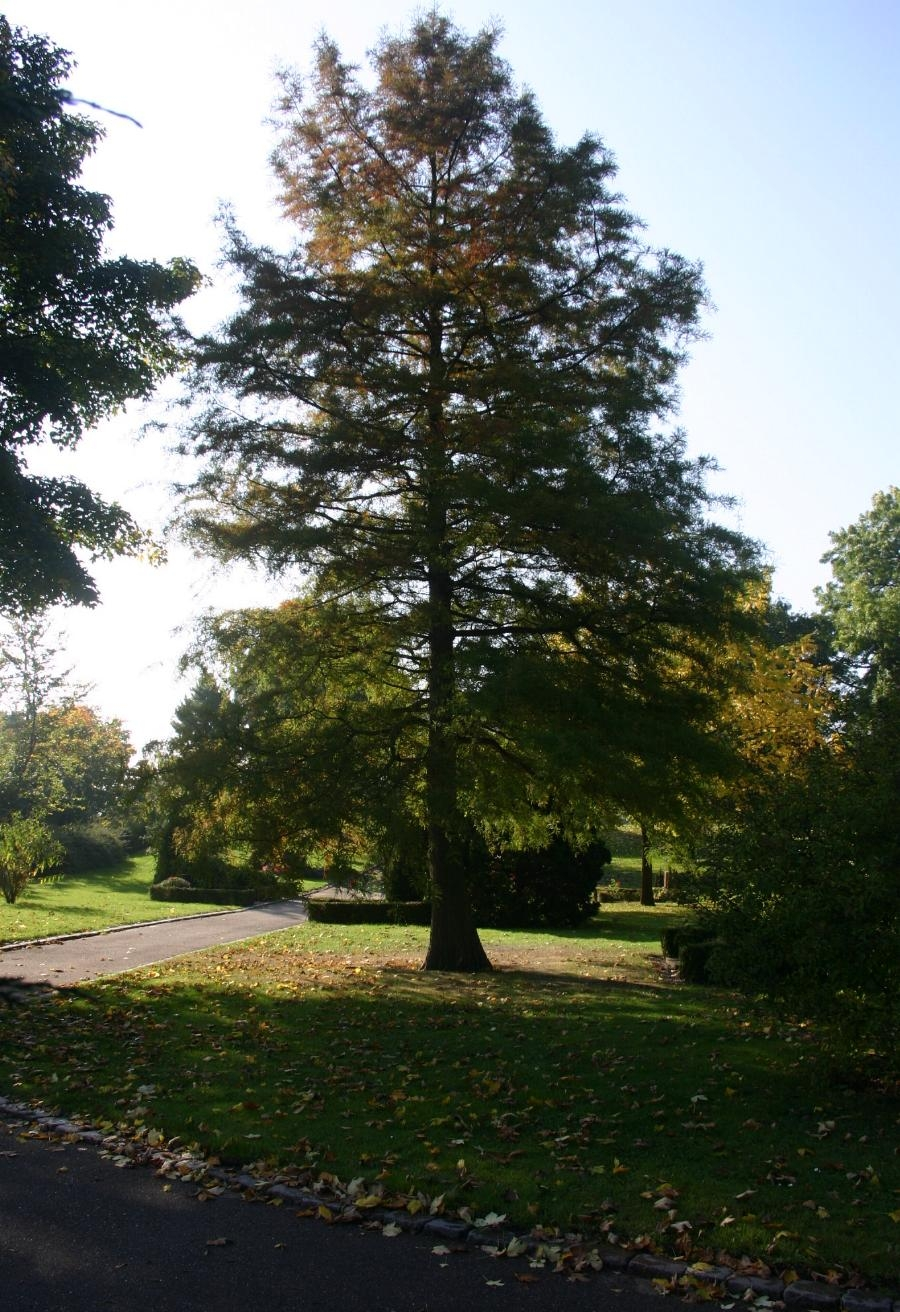
Strom na suché půdě

Tisovec dvouřadý (Taxodium distichum) je opadavý, jednodomý strom, který toleruje několikaměsíční a často i půlroční záplavení stanoviště vodou. Je nejrozšířenějším a nejznámějším druhem úzkého rodu tisovec, jehož původním areálem jsou východní a jižní nížinaté oblasti ve Spojených státech amerických. Vyskytuje se jak v pobřežních nížinách u Atlantiku, Mexického zálivu i na Floridě, tak i zasahuje hluboko do vnitrozemí podél řek v povodí Mississippi. Pro svou odolnost se stal státním stromem Louisiany.
Byl jedním z prvních stromů introdukovaných po objevení Nového světa do Evropy a následně i do Asie. V Evropě začal být vysazován po roku 1640 a na území dnešního Česka začal růst roku 1835 v Praze.. Dva exempláře tohoto stromu, z nichž jeden má obvod kmene větší, než 3 metry, jsou v Želiezovském parku na Slovensku.

## Ekologie
Tento vysokokmenný strom roste hlavně na naplavených humózních půdách bohatých na živiny. Vyskytuje se převážně v údolních, vodou naplavených zeminách a tzv. tisovcovitých bažinách na hlubokých hlinitých, písčitých i rašelinných půdách, které obsahují v propustných povrchových vrstvách nadbytek vlhkosti. Dobře se mu daří jak kolem mohutných, do široka se rozlévajících vnitrozemských vodních toků, tak i v širokých deltách do moře ústících řek, kde je salinita brakické vody nižší než 9 ‰ (9 g soli v 1 kg vody). Často vytváří rozsáhlé jednodruhové lesy vzdálené od řek a močálů, ve kterých rostou stromy pomaleji a bývají nižší.
Mladý jedinec dobře snáší zastínění, ve starším věku však vyžaduje plné osvětlení, z toho se vyvozuje i pozdější vysoký vzrůst. Vyskytuje se obvykle v nadmořské výšce do 30 m n. m., je však schopný růst i o 500 m výše. Prospívá mu vyšší vzdušná vlhkost, roční srážky v jeho domovině často bývají v rozmezí od 760 do 1630 mm; důkazem této vlhkosti je epifytická bromélie tilandsie provazovkovitá rostoucí témě pravidelně v jeho koruně. Tisovec dvouřadý roste jak ve vlhkém tropickém klimatu na Floridě, tak i podél středního toku Mississippi s vnitrozemským podnebím, se studenou a suchou zimou.
Je dlouhověkou dřevinou dožívající se 500 až 700 let, u některých stromů se uvádí i více. Skutečné stáří lze jen těžko dokázat, neboť klasické letokruhy se netvoří v závislosti na kalendářním roce, ale ve vazbě na střídající se půdní zamokření. Při odhadu věku se předpokládá, že počet letokruhů převyšuje asi 1,6krát skutečné stáří stromu. Ploidie druhu je 2n = 22.

## Popis
Vlhkomilný, opadavý, jednodomý strom s obvykle rozšířenou bázi kmene o mohutné kořenové náběhy. Dorůstá do výše 20 až 50 m a může mít výčetní tloušťku 2 až 3 metry. Kmen je kuželovitý s poměrně tenkou, v pásech se odlupující, slabě rozpraskanou kůrou hnědočerné barvy a s korunou široce kuželovitou až deštníkovitou s větvemi rostoucími blízko od země.
Strom má hluboký, kůlovitý kořen doplněný mnoha silnými kotevními kořeny. Tento systém společně s hrubými náběhovými kořeny zajišťuje dřevině dobrou stabilitu i v měkké, promočené půdě a velkou odolnost při hurikánech. Stromy rostoucí v záplavové oblasti s kolísavou vodní hladinou vypouštějí z podzemních kořenů směrem vzhůru kolenové dýchací kořeny (pneumatofory) sahající nad úroveň pravidelných záplav. Podobně je kolísavou výškou hladiny stimulován i růst náběhových kořenů. Pokud dřevina roste na pevné půdě, která není součásti zátopového území, obvykle nevytváří kořenové náběhy a nikdy dýchací kořeny.
Dlouhé větve v koruně jsou nazelenalé nebo leskle hnědé a porostlé šupinovitými listy. Střídavě na nich vyrůstají krátké větvičky, brachyblasty, dlouhé okolo 10 cm a porostlé jehlicovitými listy o délce asi 1 cm. Jehlice jsou uspořádané střídavě ve dvou řadách, jsou ploché, měkké, světle zelené a na podzim červenohnědé. Koncem podzimu brachyblasty i jehlice opadávají.
Samčí šištice s pylem je asi 2 mm velká, krátce stopkatá, červenofialová, vytváří se již koncem zimy na koncích větviček a bývá součásti 7 až 15 cm dlouhých svěšených latovitých nebo hroznovitých květenství. Samičí šištice je asi 2 cm dlouhá, hnědavě žlutá, okrouhlá a vyrůstá jednotlivě nebo až tři společně. Má po deseti až dvanácti semenných šupinách a pod každou z nich jsou dvě vajíčka.
K opylení větrem dochází v březnu a dubnu, následně se vytvoří hnědavě žluté, dřevité, kulovité nebo vejčité semenné šišky 3 cm velké s jedním nebo dvěma tříhrannými semeny pod šupinou. V říjnu až prosinci semena dozrají a vypadají, prázdné šišky ještě krátce na stromě zůstávají. Bezkřídlá semena jsou asi 2 cm velká, dobře plavou a jsou obvykle šířena vodou.

## Význam
Dřevo tisovce dvouřadého je žádanou surovinou, jeho jádro bývá černočervené a běl bílá nebo žlutavá. Je měkké, snadno se opracovává, nesesychává se a je odolné vůči hmyzu i hnilobě. Je vhodné pro venkovní použití pro stavbu domů, zahradní nábytek, kůly pro oplocení, konstrukce stojící ve vodě, stavbu lodí i výrobu šindelů na střechy, vyrábí se z něj též podlahy, nábytek i další vybavení. Stromy se vysazují jako okrasné a často se využívají k zalesnění bažinatých oblastí, i přes mohutný vzrůst se z nich dá vypěstovat bonsaj.

## Galerie

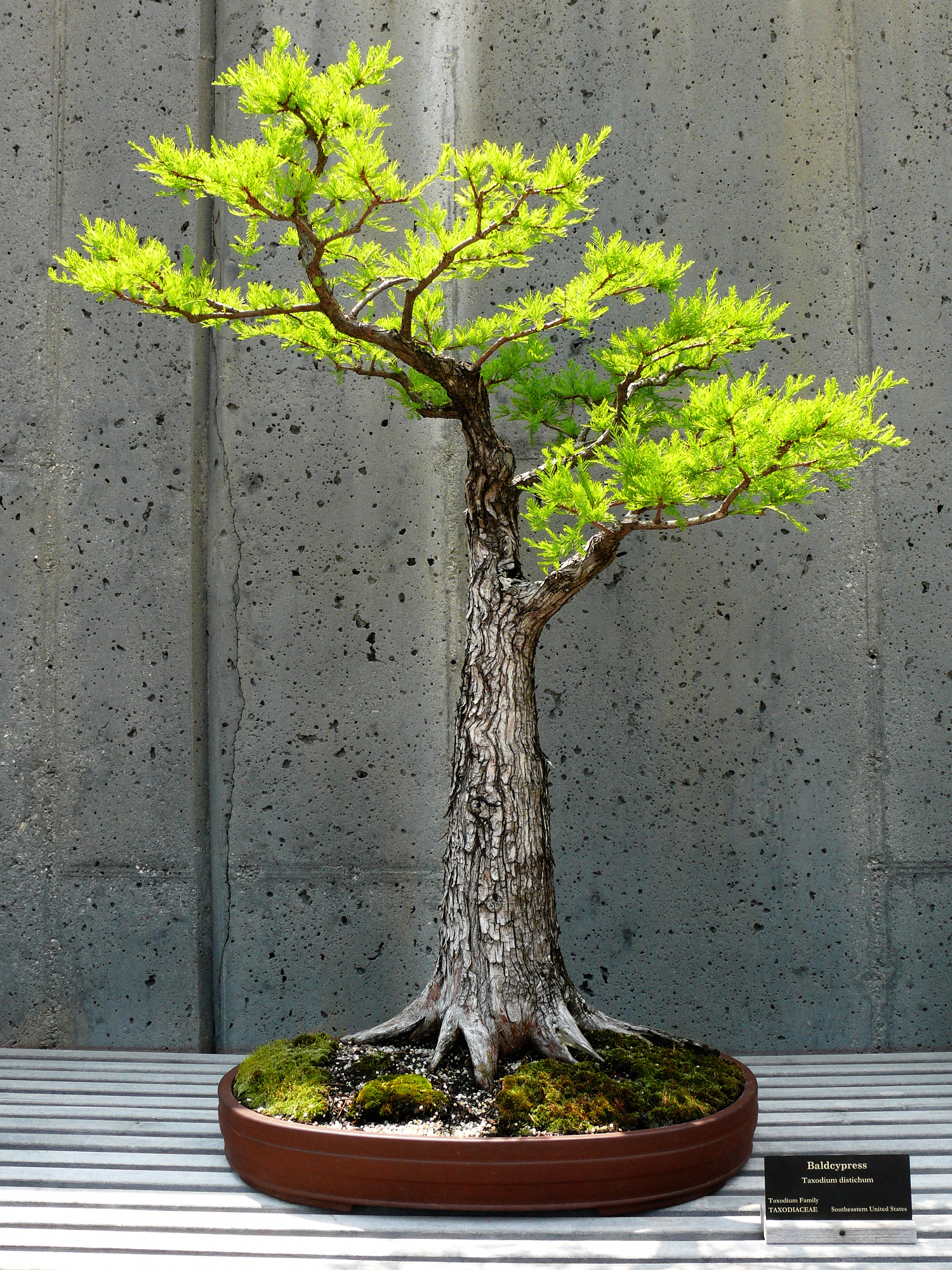
Bonsaj
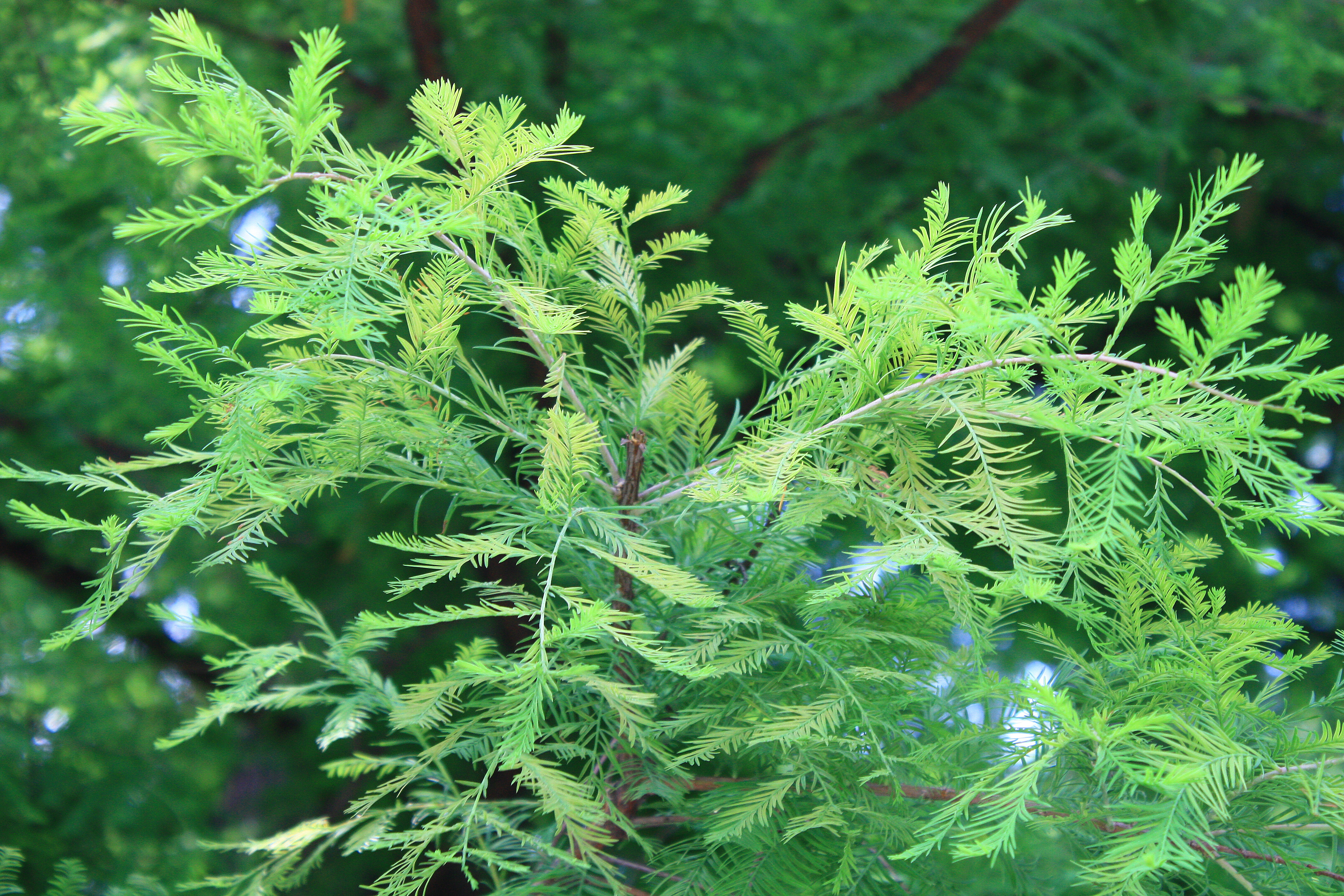
Listy
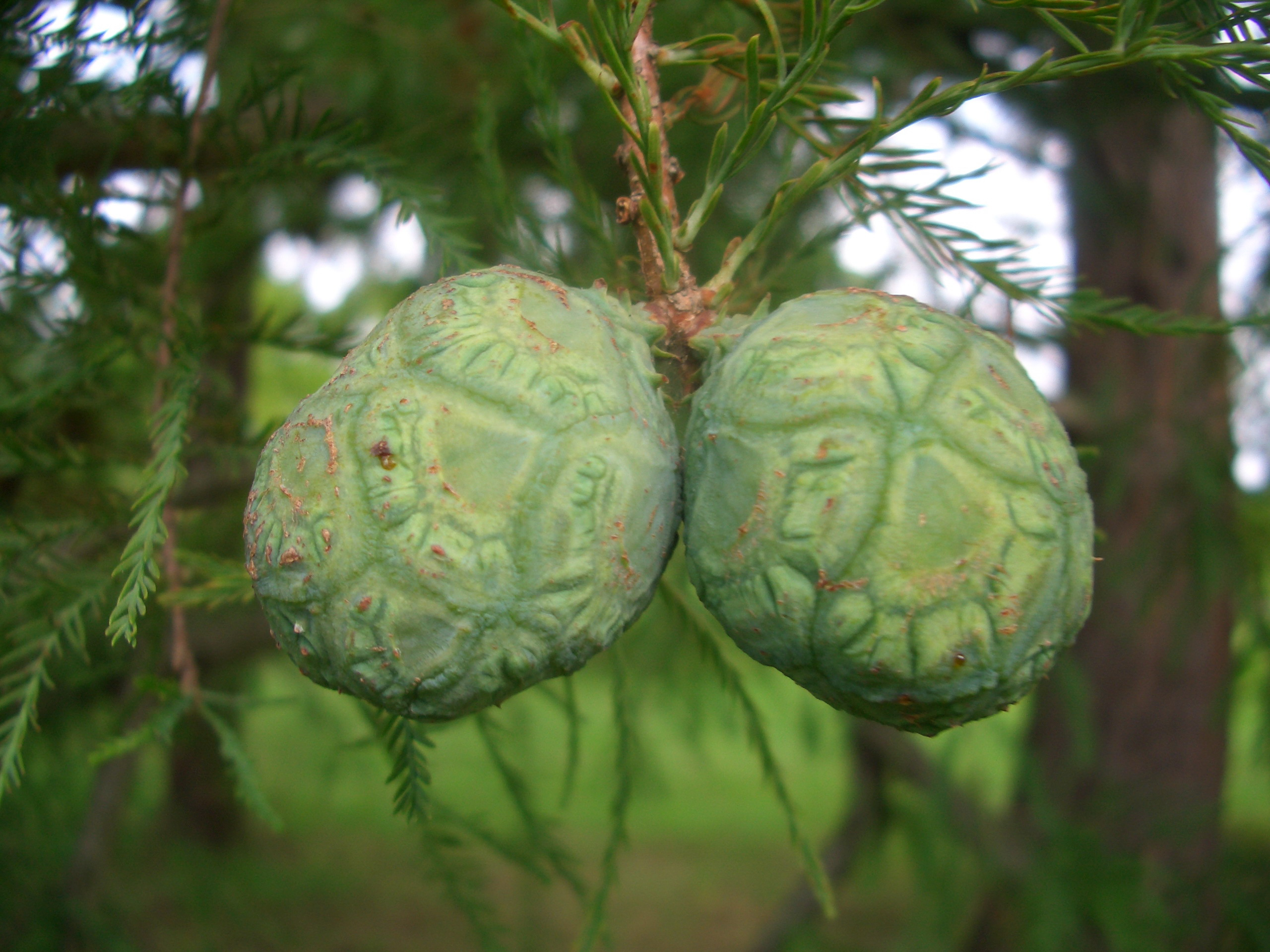
Nezralé šišky
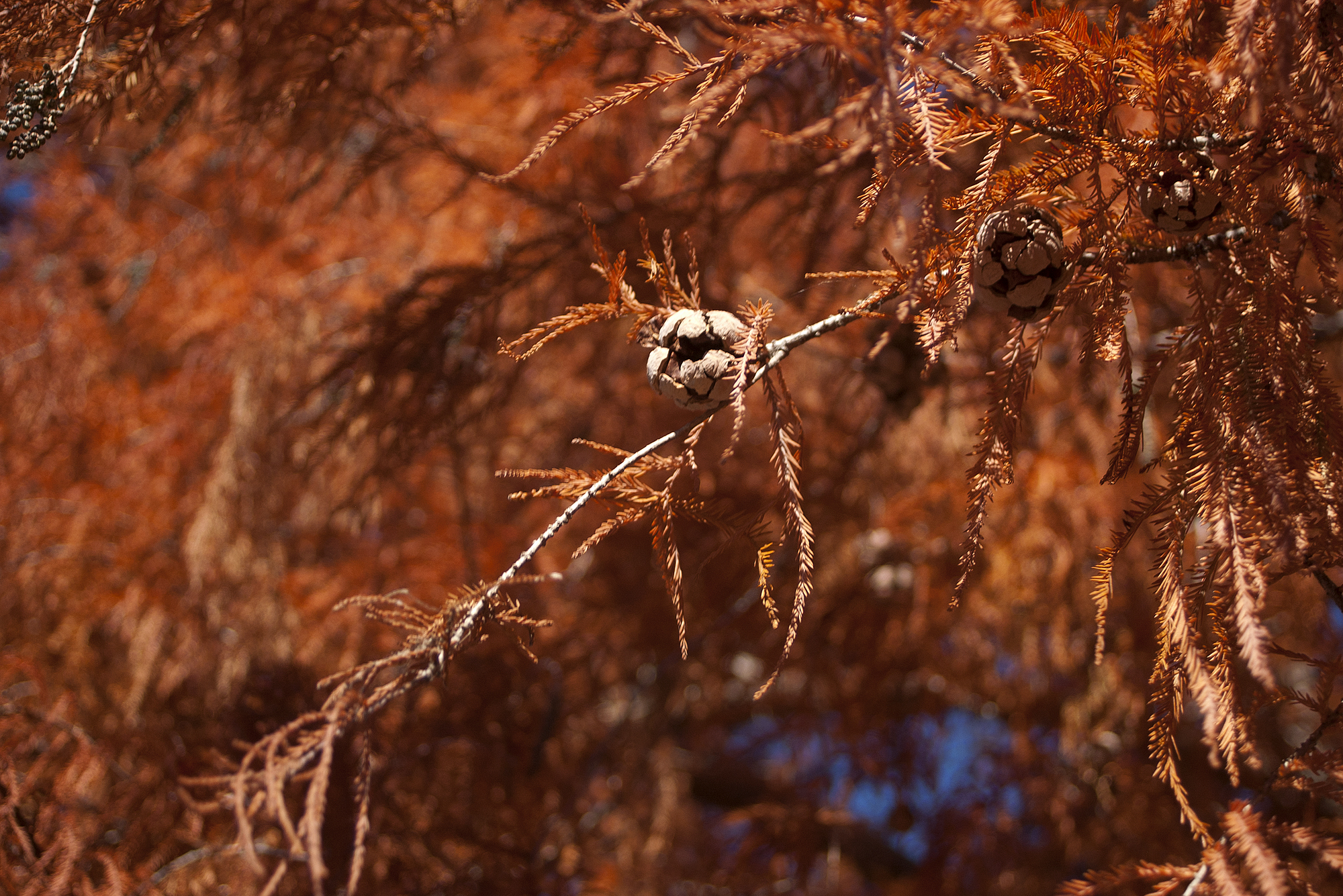
Jehličí a šišky na podzim